# Attracting Flies
«Attracting Flies» —en español: «Atraer moscas»— es una canción del dúo electrónico británico AlunaGeorge. La canción fue lanzada en Reino Unido el 8 de marzo de 2013, el tercer sencillo de su primer álbum de estudio, Body Music (2013).

## Video musical
Un vídeo musical para acompañar el lanzamiento de «Attracting Flies» fue lanzado por primera vez en YouTube el 10 de marzo de 2013 a una longitud total de tres minutos y veintisiete segundos. El video escucha en línea de la canción «little grey fairytales and little white lies» (En español: «pequeños cuentos de hadas grises y pequeñas mentiras blancas»). Cuenta con Aluna como los protagonistas de diversos cuentos de hadas bien conocidos, sin embargo, todos los cuentos se les ha dado un toque urbano arenoso. Por ejemplo, Caperucita Roja está siendo acosada por la noche por un hombre (interpretado por George) y su perro, y La Bella Durmiente ha desmayado después de una sobredosis de antidepresivos.

## Lista de canciones
Descarga digital

| N.º | Título             | Duración |  |
| 1.  | «Attracting Flies» | 3:08     |  |

## Posicionamiento en listas
| Listas (2013)                          | Mejor posición |
| -------------------------------------- | -------------- |
| Australian ARIA Urban Singles          | 33             |
| Escocia (Scottish Singles Sales Chart) | 28             |
| Reino Unido (UK Singles Chart)         | 17             |

## Historial de lanzamientos
| País        | Fecha              | Formato          | Discográfica   |
| ----------- | ------------------ | ---------------- | -------------- |
| Reino Unido | 8 de marzo de 2013 | Descarga digital | Island Records |